# Everaldo Barbosa
Everaldo Vergne de Assis Barbosa (Salvador, 12 settembre 1975) è un ex calciatore brasiliano, di ruolo centrocampista.